# Lamar Hunt U.S. Open Cup 2024
La Lamar Hunt U.S. Open Cup 2024 è stata la 109ª edizione della coppa nazionale statunitense. La competizione è iniziata il 19 marzo 2024 e si è conclusa il 25 settembre dello stesso anno.
La squadra campione è stato il Los Angeles FC, per la prima volta vincitore della competizione.

## Calendario
Il calendario ufficiale della competizione è stato annunciato il 1º marzo 2024.
| Turno                | Sorteggio      | Incontri          |
| -------------------- | -------------- | ----------------- |
| Primo turno          | 1 marzo 2024   | 19-21 marzo 2024  |
| Secondo turno        | 22 marzo 2024  | 2-3 aprile 2024   |
| Terzo turno          | 4 aprile 2024  | 16-17 aprile 2024 |
| Sedicesimi di finale | 18 aprile 2024 | 7-8 maggio 2024   |
| Ottavi di finale     | 18 aprile 2024 | 21-22 maggio 2024 |
| Quarti di finale     | 22 maggio 2024 | 9-10 luglio 2024  |
| Semifinali           | 22 maggio 2024 | 27-28 agosto 2024 |
| Finale               | 22 maggio 2024 | 25 settembre 2024 |

## Squadre partecipanti
Il 15 dicembre 2023 la Major League Soccer ha annunciato che i suoi club non avrebbero preso parte alla competizione a causa di un calendario troppo fitto, per la prima volta dall'istituzione della lega. In sostituzione, l'idea della MLS era quella di iscrivere le squadre della MLS Next Pro, ma la proposta è stata rifiutata dalla Federazione calcistica degli Stati Uniti d'America il 20 dicembre. Le due parti hanno iniziato quindi a lavorare ad un accordo per inviare alcune squadre di MLS alla competizione e definire una soluzione per le edizioni successive. Il 1º marzo è stato annunciato il formato della competizione, al quale avrebbero preso parte 8 squadre di MLS e 9 dalla MLS Next Pro.
Il 18 marzo il Georgia Lions ha ritirato la sua partecipazione, prima di giocare il suo incontro del primo turno.
| Sedicesimi di finale | Sedicesimi di finale | Terzo turno | Primo turno | Primo turno | Primo turno | Primo turno | Primo turno | Primo turno |
| Livello 1 | Livello 2 | Livello 2 | Livello 3 | Livello 3 | Livello 3 | Livelli inferiori                                                                                                  | Livelli inferiori | Livelli inferiori |
| MLS | USL Championship | USL Championship | MLS Next Pro | USL League 1 | NISA | NPSL | USL League 2 | USASA/USSSA |
| --- | --- | --- | --- | --- | --- | --- | --- | --- |
| - Atlanta United - FC Dallas - Houston Dynamo - Los Angeles FC - Real Salt Lake - S.J. Earthquakes - Seattle Sounders - Sporting K.C. | - Charleston Battery - Colorado Springs Switchbacks - Orange County - Phoenix Rising - Pittsburgh Riverhounds - Sacramento Republic - San Antonio FC - T.B. Rowdies | - Birmingham Legion - Detroit City - El Paso Locomotive - Hartford Athletic - Indy Eleven - Las Vegas Lights - Loudoun Utd - Louisville City - Memphis 901 - Miami FC - Monterey Bay - New Mexico Utd - North Carolina - Oakland Roots - Rhode Island - FC Tulsa | - Austin FC II - Carolina Core - Chattanooga FC - Chicago Fire II - Colorado Rapids 2 - Crown Legacy FC - Minnesota United 2 - New York City II - N.Y. Red Bulls II - Portland Timbers 2 - Ventura C.F. | - C.V. Fuego - Charlotte Independence - Chattanooga Red Wolves - Forward Madison - Greenville Triumph - Lexington - Northern Colorado H. - One Knoxville - Richmond Kickers - S.G. Tormenta - Spokane Shadow - Union Omaha | - Arizona Monsoon - Georgia Lions - Capo - Club de Lyon - Irvine Zeta - Los Angeles Force - Maryland Bobcats - Michigan Stars - Savannah Clovers | - Apotheos - Duluth - El Farolito - Motown - Lubbock Matadors - Steel City - Tulsa Athletics - West Chester United | - Asheville City - Ballard - Brave - Chicago City - Des Moines Menace - Hudson Valley Hammers - NoVa - Redlands - South Carolina United - Vermont Green - Western Mass Pioneers | - SC MesoAmerica - Frenzi - Azteca - Brockton United - Chicago House - America CFL Spurs - Folsom - Foro - Irvine Zeta 2 - Miami Utd - South Carolina United Heat - Vereinigung Erzgebirge |

## Primo turno
Il sorteggio per il primo turno si è tenuto il 2 marzo 2024.
| Squadra 1              | Risultato       | Squadra 2                  |
| ---------------------- | --------------- | -------------------------- |
| 19 marzo 2024          |                 |                            |
| Chattanooga FC         | 0 – 1           | Miami Utd                  |
| Brave                  | 0 – 2           | Savannah Clovers           |
| Vermont Green          | 4 – 3           | Lexington                  |
| Forward Madison        | 2 – 0           | Duluth                     |
| West Chester United    | 0 – 2           | Maryland Bobcats           |
| S.G. Tormenta          | 1 – 0           | America CFL Spurs          |
| Tulsa Athletics        | 1 – 4           | Northern Colorado H.       |
| Austin FC II           | 2 – 2 (3-4 dtr) | Foro                       |
| Portland Timbers 2     | 1 – 2           | El Farolito                |
| 20 marzo 2024          |                 |                            |
| Richmond Kickers       | 1 – 0           | Christos                   |
| Frenzi                 | 2 – 3           | Club de Lyon               |
| United Bantams         | 0 – 1           | Greenville Triumph         |
| Asheville City         | 0 – 2           | One Knoxville              |
| N.Y. Red Bulls II      | 5 – 1           | Hudson Valley Hammers      |
| Chicago Fire II        | 6 – 0           | Chicago City               |
| Chicago House          | 0 – 3           | Minnesota United 2         |
| Folsom                 | 1 – 2           | C.V. Fuego                 |
| Irvine Zeta            | 1 – 0           | MesoAmerica                |
| Los Angeles Force      | 2 – 1           | Redlands                   |
| Ballard                | 0 – 1           | Spokane Shadow             |
| Capo                   | 2 – 2 (4-5 dtr) | Des Moines Menace          |
| 21 marzo 2024          |                 |                            |
| Steel City             | 0 – 1           | Michigan Stars             |
| Motown                 | 0 – 3           | New York City II           |
| Chattanooga Red Wolves | 4 – 2 (dts)     | Brockton United            |
| Crown Legacy FC        | 0 – 1           | South Carolina United Heat |
| Western Mass Pioneers  | 0 – 4           | Union Omaha                |
| Vereinigung Erzgebirge | 0 – 2           | Charlotte Independence     |
| Carolina Core          | 3 – 2           | NoVa                       |
| Lubbock Matadors       | 2 – 1 (dts)     | Arizona Monsoon            |
| Colorado Rapids 2      | 3 – 0           | Azteca                     |
| Ventura C.F.           | 2 – 1           | Irvine Zeta 2              |

## Secondo turno
Il sorteggio per il secondo turno si è tenuto il 22 marzo 2024.
| Squadra 1              | Risultato       | Squadra 2                  |
| ---------------------- | --------------- | -------------------------- |
| 2 aprile 2024          |                 |                            |
| Richmond Kickers       | 5 – 2           | Maryland Bobcats           |
| Charlotte Independence | 0 – 0 (4-3 dtr) | South Carolina United Heat |
| New York City II       | 4 – 2           | N.Y. Red Bulls II          |
| Lubbock Matadors       | 2 – 0           | Foro                       |
| Minnesota United 2     | 0 – 2 (dts)     | Michigan Stars             |
| C.V. Fuego             | 1 – 2           | El Farolito                |
| 3 aprile 2024          |                 |                            |
| Miami Utd              | 2 – 0           | Club de Lyon               |
| S.G. Tormenta          | 4 – 0           | Savannah Clovers           |
| One Knoxville          | 2 – 3 (dts)     | Greenville Triumph         |
| Vermont Green          | 1 – 2           | Carolina Core              |
| Apotheos               | 0 – 1           | Chattanooga Red Wolves     |
| Chicago Fire II        | 2 – 0           | Forward Madison            |
| Union Omaha            | 3 – 1           | Des Moines Menace          |
| Colorado Rapids 2      | 2 – 3 (dts)     | Northern Colorado H.       |
| Ventura C.F.           | 0 – 3           | Irvine Zeta                |
| Spokane Shadow         | 1 – 0           | Los Angeles Force          |

## Terzo turno
Il sorteggio per il terzo turno si è tenuto il 4 aprile 2024.
| Squadra 1              | Risultato       | Squadra 2              |
| ---------------------- | --------------- | ---------------------- |
| 16 aprile 2024         |                 |                        |
| Louisville City        | 3 – 1           | Greenville Triumph     |
| Detroit City           | 1 – 0           | Michigan Stars         |
| Charlotte Independence | 4 – 4 (5-4 dtr) | Rhode Island           |
| New Mexico Utd         | 3 – 1           | Lubbock Matadors       |
| Oakland Roots          | 2 – 1 (dts)     | El Farolito            |
| 17 aprile 2024         |                 |                        |
| Hartford Athletic      | 2 – 3 (dts)     | New York City II       |
| North Carolina         | 1 – 0           | Carolina Core          |
| Memphis 901            | 2 – 0           | Miami Utd              |
| Richmond Kickers       | 0 – 0 (4-5 dtr) | Loudoun Utd            |
| Miami FC               | 2 – 4           | S.G. Tormenta          |
| FC Tulsa               | 2 – 1           | Northern Colorado H.   |
| Birmingham Legion      | 4 – 2 (dts)     | Chattanooga Red Wolves |
| Chicago Fire II        | 0 – 1           | Indy Eleven            |
| Union Omaha            | 0 – 0 (5-3 dtr) | El Paso Locomotive     |
| Monterey Bay           | 2 – 1           | Irvine Zeta            |
| Las Vegas Lights       | 2 – 1 (dts)     | Spokane Shadow         |

## Sedicesimi di finale
Il sorteggio per sedicesimi e ottavi di finale si è tenuto il 18 aprile 2024.
| Squadra 1              | Risultato        | Squadra 2                    |
| ---------------------- | ---------------- | ---------------------------- |
| 7 maggio 2024          |                  |                              |
| Pittsburgh Riverhounds | 0 – 1            | FC Tulsa                     |
| Atlanta United         | 3 – 0            | Charlotte Independence       |
| Houston Dynamo         | 3 – 3 (9-10 dtr) | Detroit City                 |
| FC Dallas              | 1 – 0            | Memphis 901                  |
| S.J. Earthquakes       | 1 – 0            | Oakland Roots                |
| Orange County          | 1 – 2            | Loudoun Utd                  |
| Sacramento Republic    | 2 – 0            | Monterey Bay                 |
| 8 maggio 2024          |                  |                              |
| Charleston Battery     | 3 – 2 (dts)      | S.G. Tormenta                |
| North Carolina         | 1 – 2 (dts)      | Phoenix Rising               |
| Indy Eleven            | 2 – 0            | San Antonio FC               |
| New York City II       | 1 – 0            | Colorado Springs Switchbacks |
| T.B. Rowdies           | 6 – 4 (dts)      | Birmingham Legion            |
| Union Omaha            | 1 – 2 (dts)      | Sporting K.C.                |
| New Mexico Utd         | 4 – 2            | Real Salt Lake               |
| Seattle Sounders       | 2 – 2 (5-4 dtr)  | Louisville City              |
| Las Vegas Lights       | 1 – 3            | Los Angeles FC               |

## Ottavi di finale
Il sorteggio per sedicesimi e ottavi di finale si è tenuto il 18 aprile 2024. Il calendario completo degli ottavi di finale è stato annunciato il 9 maggio.
| Squadra 1           | Risultato       | Squadra 2        |
| ------------------- | --------------- | ---------------- |
| 21 maggio 2024      |                 |                  |
| Charleston Battery  | 0 – 0 (4-5 dtr) | Atlanta United   |
| New York City II    | 0 – 3           | New Mexico Utd   |
| Sporting K.C.       | 4 – 0           | FC Tulsa         |
| Sacramento Republic | 4 – 3 (dts)     | S.J. Earthquakes |
| Los Angeles FC      | 3 – 0           | Loudoun Utd      |
| 8 maggio 2024       |                 |                  |
| Indy Eleven         | 3 – 0           | Detroit City     |
| T.B. Rowdies        | 1 – 2           | FC Dallas        |
| Seattle Sounders    | 2 – 1           | Phoenix Rising   |

## Quarti di finale
| Squadra 1           | Risultato   | Squadra 2        |
| ------------------- | ----------- | ---------------- |
| 9 luglio 2024       |             |                  |
| Atlanta United      | 1 – 2       | Indy Eleven      |
| Sacramento Republic | 1 – 2       | Seattle Sounders |
| 10 luglio 2024      |             |                  |
| Sporting K.C.       | 2 – 1 (dts) | FC Dallas        |
| Los Angeles FC      | 3 – 1       | New Mexico Utd   |

## Semifinali
| Squadra 1      | Risultato | Squadra 2        |
| -------------- | --------- | ---------------- |
| 27 agosto 2024 |           |                  |
| Sporting K.C.  | 2 – 0     | Indy Eleven      |
| 28 agosto 2024 |           |                  |
| Los Angeles FC | 1 – 0     | Seattle Sounders |

## Finale
| Arbitro: | A. Villarreal |

|                                    |           |            |
| Giroud 53’ Campos 102’ Kamara 109’ | Marcatori | 60’ Thommy |